# 1657

## أحداث
- تأسيس مدينة بريلي وتقع حاليا في الهند.
- 9 ماي - الخضر غيلان يشن حملة عنيفة على الإسبان في العرائش.

## مواليد
- إرنست ستوفن
- فريدرش فيلهلم الثالث، دوق ساكس ألتنبورغ
- ويلهلم فون ليزلي كهنوت نمساوي
- ويليام ديرهام فيلسوف من المملكة المتحدة

## وفيات
- الحاج خليفة
- حاجي خليفة
- فرديناند الثالث إمبراطور الرومانية المقدسة
- موريس سافوي
- وليم هارفي